# Filmfare Awards East
Les Filmfare Awards East sont des récompenses cinématographiques remises annuellement par The Times Group pour honorer les productions de trois industries cinématographiques régionales de l'Est de l'Inde : le cinéma bengali, le cinéma assamais et de le cinéma oriya. Il s'agit d'une déclinaison des Filmfare Awards. 
La première cérémonie a lieu le 29 mars 2014. Elle est interrompue pour 2015 et 2016, puis reprise à partir de 2017 uniquement pour le cinéma bengali. 

## Histoire
Le 8 mars 2014, lors d'une conférence de presse tenue à Calcutta, le groupe Worldwide Media annonce que les Filmfare Award allaient être déclinés dans l'Est de l'Inde pour honorer les meilleures productions cinématographiques de la région. Lors de la première cérémonie, des récompenses sont remises dans 29 catégories à l'auditorium de Science City à Calcutta, le 29 mars 2014,,.
Vongt-et-un trophées sont remis à des films bengalis et quatre à des films oriya et assamais.Les gagnants sont sélectionnés parmi 102 films bengalis, 36 films oriyas et 14 films assamais. L'acteur bengali Prosenjit Chatterjee est présent en tant qu'invité principal,,.  
Par la suite, deux autres conférences de presse sont tenues suivi à Bhubaneswar le 11 mars , et à Guwahati le 14 mars 2014 , en présence de l'acteur oriya Anubhav Mohanty et des acteurs assamais Kopil Bora et Zerifa Wahid. 
À partir de 2017, le prix est décerné uniquement à l'industrie cinématographique bengalie.